# Ngamplang
Ngamplang is een bestuurslaag in het regentschap Garut van de provincie West-Java, Indonesië. Ngamplang telt 4935 inwoners (volkstelling 2010).